# Episodi di Braccialetti rossi (prima stagione)
La prima stagione di Braccialetti rossi, composta da 6 episodi, è stata trasmessa in prima visione TV dal 26 gennaio al 2 marzo 2014 su Rai 1
| nº | Titolo           | Prima TV Italia  | Ascolti Italia | Share  |
| -- | ---------------- | ---------------- | -------------- | ------ |
| 1  | Primo episodio   | 26 gennaio 2014  | 5.300.000      | 20,02% |
| 2  | Secondo episodio | 2 febbraio 2014  | 5.689.000      | 19,86% |
| 3  | Terzo episodio   | 9 febbraio 2014  | 6.020.000      | 22,35% |
| 4  | Quarto episodio  | 16 febbraio 2014 | 6.250.000      | 22,43% |
| 5  | Quinto episodio  | 23 febbraio 2014 | 6.733.000      | 24,84% |
| 6  | Sesto episodio   | 2 marzo 2014     | 7.231.000      | 25,94% |

## Primo episodio
- Diretto da: Giacomo Campiotti
- Scritto da: Sandro Petraglia, Giacomo Campiotti

### Trama
La storia si svolge in un ospedale immerso nella campagna, più precisamente in un reparto dove sono ricoverati a lunga degenza dei ragazzi malati. A raccontare l’intera vicenda è Rocco, un ragazzino di 11 anni in coma da 8 mesi, che si trova appunto ricoverato. Nella struttura si trovano ricoverati anche Leo, sedicenne affetto da tumore per cui gli è stata amputata una gamba, e Cris, 18 anni, anoressica. In una scuola lì vicina, Davide, uno scontroso ragazzo di 14 anni, sta giocando una partita di calcetto insieme ai suoi amici quando all’improvviso viene colpito da un malore accasciandosi al suolo. Accompagnato da suo padre, vedovo da pochi anni e ora fidanzato con Lilia, il ragazzo viene portato in ospedale per accertamenti, durante i quali si scopriranno i suoi problemi cardiaci. Davide, seppur controvoglia, trascorre la sua degenza insieme a Rocco. Questi di tanto in tanto viene visitato da sua madre, Piera, che da quando il figlio si trova ricoverato fa clownterapia per gli altri piccoli pazienti. Nel nosocomio faranno il loro ingresso anche Vale — che come Leo dovrà subire l'amputazione di una gamba per via di un tumore — e Toni, ricoverato dopo un incidente con la moto presa in prestito dal nonno. Tra lo staff medico della struttura spiccano la dottoressa Lisandri, il dottor Alfredi, il dottor Carlo e l'infermiere Ulisse, che cerca di dare conforto a tutti i giovani pazienti. Vale, dopo l'intervento, inizia ad accettare la sua nuova situazione e, così come Leo, conosce Cris e ne rimane innamorato. La ragazza è indecisa sui suoi sentimenti: si sente attratta da entrambi e non sa come comportarsi. A Leo viene l'idea di fondare un gruppo che possa riunire tutti i suoi amici dell'ospedale: ad ogni membro il ragazzo dona uno dei suoi tanti braccialetti dello stesso colore. Vengono così fondati i Braccialetti Rossi ed ogni componente ha un suo ruolo: Leo è il leader, Vale il suo vice, Rocco l'imprescindibile, Cris la ragazza.

## Secondo episodio
- Diretto da: Giacomo Campiotti
- Scritto da: Sandro Petraglia, Giacomo Campiotti

### Trama
Mentre si trova nella sua stanza, Davide viene colpito da un infarto che rischia di porre fine alla sua vita. L'intervento tempestivo degli infermieri lo salva, ma dovrà sottoporsi ad alcuni accertamenti in attesa di un eventuale intervento chirurgico al cuore. In ascensore si scontra con Leo, che dovrà sottoporsi ad una nuova tac per chiarire la sua situazione, ed in lui trova grande conforto: il leader gli assegna un ruolo nel gruppo, sarà il bello. La tac di Leo mostra che il tumore al polmone è in progressione, per cui dovrebbe sottoporsi nuovamente alla chemioterapia. Il ragazzo però non è convinto: si è già sottoposto ad innumerevoli cicli, che non sono però serviti a molto, ed inoltre, adesso che ha trovato degli amici, non vuole abbandonare il suo reparto. Intanto, Toni stabilisce una connessione molto particolare con Rocco, che si trova in una sorta di limbo tra la vita e la morte, rappresentato da una piscina. Il ragazzino, infatti, entrò in coma a seguito di una brutta caduta da un trampolino dopo aver accettato una sfida dai suoi amici. In questo modo, il simpatico quattordicenne entra nel gruppo con il ruolo di furbo. Vale è sempre più attratto da Cris, mentre lei si sta avvicinando a Leo, soprattutto dopo la notizia che ha ricevuto. I Braccialetti, disegnando un grande leone ruggente sul muro del reparto di oncologia, convincono Leo a sottoporsi alle cure promettendogli che, uno alla volta, lo accompagneranno per dargli coraggio. I medici comunicano a Davide e alla sua famiglia che si dovrà sottoporre ad ulteriori accertamenti per chiarire il suo problema cardiaco.

## Terzo episodio
- Diretto da: Giacomo Campiotti
- Scritto da: Sandro Petraglia, Giacomo Campiotti

### Trama
Davide convince la dottoressa Lisandri a farlo tornare a casa per una giornata insieme a Lilia, la compagna di suo padre. Ma, una volta fuori, si rende conto di sentirsi come un pesce fuor d'acqua e decide di tornare all’ospedale. Leo inizia il nuovo ciclo di chemio: la prima ad accompagnarlo è Cris. Toni si trova in camera, per poche ore, un ragazzino malconcio: dice di essere caduto da un soppalco, ma per lui la verità è un'altra. Pensa infatti che sia stato il padre e per farlo confessare gli racconta la sua storia: quando era piccolo veniva picchiato dai genitori, con problemi di tossicodipendenza. In questo modo dà il coraggio necessario al ragazzino per raccontare quello che realmente è successo. Lo registra e poi, insieme a Vale, fa ascoltare la confessione al dottor Carlo, che fa subito arrestare il padre del ragazzo. Toni racconta quindi agli altri il suo passato: dopo aver subito un'infanzia di violenze, ha perso i genitori in un incidente stradale e per questo adesso vive con il nonno. Cris, dopo aver discusso ancora una volta con la psicologa e la sorella, torna da Leo e lo bacia. Nel frattempo, Vale si trova alla prima seduta di riabilitazione e si sente a pezzi per due motivi: suo padre gli ha dato ancora buca ed è la prima volta che vede la sua gamba non fasciata dopo l'amputazione. A sostenerlo c'è l'anziano Nicola, l'amico di Leo. Davide torna in ospedale portando un regalo per ogni componente del gruppo: una chitarra per Leo, un pupazzo di un topo per Cris, un tamburo per Toni, un cavalletto per dipingere per Vale e un cd di Vasco Rossi per Rocco, con la speranza che lo aiuti a risvegliarsi. In camera di Cris arriva una nuova paziente, Olga, affetta da binge eating. Nicola ha avuto una terribile notizia dai medici: ha l'Alzheimer, e pure in maniera galoppante. Vale ha dipinto un ritratto di Cris e glielo regala: per ringraziarlo gli chiede di accompagnarla alla prova del peso, che supera brillantemente. Ma la ragazza non sa ancora scegliere tra lui e Leo. Quest'ultimo sfida, in una corsa con la sedie a rotelle, il leader della squadra con cui i braccialetti si sono sfidati a pallacanestro poco prima: vince e la ricompensa è un nuovo bacio di Cris, mentre Vale è sempre più sconsolato.

## Quarto episodio
- Diretto da: Giacomo Campiotti
- Scritto da: Sandro Petraglia, Giacomo Campiotti

### Trama
Per i Braccialetti Rossi non ci sono buone notizie. Olga, la compagna di stanza di Cris, viene dimessa: la ragazza è contenta per l'amica, ma si rattrista al pensiero di perdere colei che le aveva reso meno pesante la permanenza in ospedale. Il padre di Vale gli comunica che lui e la madre hanno deciso di separarsi mentre Davide deve sottoporsi urgentemente ad un'operazione chirurgica per risolvere il suo problema cardiaco. Leo ha bisogno di ottocento euro per comprare la nuova protesi, ma non li ha: chiede perciò aiuto a Cris, sapendo che la sua famiglia vive in condizioni agiate. La ragazza però non può aiutarlo: finché sarà ricoverata non potrà avere rapporti con loro. Decide comunque di dargli ciò che possiede, quattrocento euro. Leo li gioca a poker, che inizialmente perde tutti, ma poi un altro giocatore gli ridà i 400 euro. Vale, sconvolto dalla notizia della separazione dei genitori, trova conforto in Cris: i due si baciano e Leo, nonostante li abbia visti, si comporta come se nulla fosse con gli amici. Vale attribuisce un importante significato a quello che è successo, mentre Cris è ancora indecisa tra lui e Leo. Per Davide intanto è arrivato il giorno della difficile operazione: non avverte però gli altri, che sono alle prese con l'organizzazione di una festa a sorpresa per il compleanno del leader. Lui non vorrebbe festeggiare, in quanto la data del suo compleanno coincide con quella della morte della madre, ma alla fine si lascia convincere dal loro entusiasmo. Poco tempo prima, Cris aveva sentito parlare la sorella di Leo a proposito di un regalo che la madre, tempo prima, aveva comprato per lui e nascosto in casa e decide di recuperarlo recandosi a casa del ragazzo dove incontra il padre, ancora in crisi per la perdita della moglie: sarà lei a convincerlo a superare la paura per andare a trovare il figlio in ospedale. Grazie al suo contatto speciale con Rocco, Toni viene a sapere dell'operazione di Davide ed anche del suo brutto andamento: il ragazzo infatti si trova con lui nel limbo tra la vita e la morte e lascia un messaggio per ciascuno dei suoi amici. Poi si butta nella piscina, simboleggiando la sua morte. Toni, singhiozzando, è quindi costretto a interrompere la festa per annunciare il nefasto evento agli altri Braccialetti Rossi, che si abbracciano piangendo disperatamente.

## Quinto episodio
- Diretto da: Giacomo Campiotti
- Scritto da: Sandro Petraglia, Giacomo Campiotti

### Trama
I Braccialetti Rossi sono molto provati per la perdita di Davide e si fanno forza uno con l'altro. Il papà del ragazzino, venuto in ospedale per riprendere i suoi effetti personali, ringrazia il gruppo per aver reso felici gli ultimi giorni di vita del figlio e si rende disponibile qualora avessero bisogno per qualsiasi cosa: loro gli donano un braccialetto rosso. Leo cerca di convincere la dottoressa Lisandri a farli partecipare al funerale di Davide, ma lei non può acconsentire: essendo minorenni serve l'autorizzazione di un genitore. Il leader però decide comunque di uscire dall’ospedale per presenziare all’estremo saluto all'amico. Vale intanto riceve la notizia che può essere dimesso e tornare a casa. Quando Leo lo viene a sapere, non la prende bene: tra i due scoppia una furibonda discussione, che presto degenera in rissa. Entrambi verranno poi medicati dagli infermieri. Vale non riesce a comunicare la notizia a Cris: lei lo viene a sapere da un infermiere e va su tutte le furie. Il nonno di Toni è stato convocato in tribunale per discutere dell'affidamento del nipote, in quanto ritenuto responsabile del suo incidente. Intanto arriva Bruno, un nuovo compagno di stanza, che dovrà subire un trapianto di rene nel caso si trovasse un donatore: quel donatore sarà Davide. I braccialetti, con la complicità dell'infermiere Johnny, riescono ad uscire dall'ospedale per essere presenti in chiesa al funerale di Davide e dare un ultimo saluto all'amico, durante il quale intonano la sua canzone preferita: Ogni volta di Vasco Rossi. La sera stessa tutti si trovano con Rocco e finiscono per cantare: il ragazzino si unisce a loro cantando qualche strofa. Viene subito avvertita la dottoressa Lisandri, che effettua diversi controlli, dove emergono chiaramente i miglioramenti di Rocco. Contestualmente viene avvisata anche la madre del ragazzino, alla quale la Lisandri annuncia che sarà necessaria un'operazione prima che sia troppo tardi. Leo e Cris si baciano mentre Vale si occupa di quello che è successo a Toni. Il nonno, presentatosi in tribunale senza un avvocato che lo difendesse per bene, ha infatti perso la custodia del nipote. Il ragazzo ha però una soluzione: sua madre è un'avvocato e potrebbe aiutare l'amico facendo appello alla decisione del giudice.  

## Sesto episodio
- Diretto da: Giacomo Campiotti
- Scritto da: Sandro Petraglia, Giacomo Campiotti

### Trama
Piera, la mamma di Rocco, non ha ancora deciso se fare operare suo figlio o meno. In ospedale intanto arriva Alina, una bambina che sarà in stanza con Rocco per qualche giorno: è rimasta ustionata in un incendio nella cucina di casa sua. Toni intanto è preoccupato in quanto sono più di 24 ore che non sente la voce del ragazzino in coma. Cris supera la prova del peso e la psicologa è pronta a farla tornare a casa con sua sorella. Nicola inizia a stare male: per via dell'Alzheimer non riconosce più i suoi amici, fra cui Leo che si preoccupa. Ad aiutarlo arriva Alina: Toni è convinto che la ragazzina sia un angelo, dice anche di averle visto le ali dietro la schiena. Lilia, la compagna del padre di Davide, scopre di essere incinta. Dopo un’attenta riflessione, la mamma di Rocco prende la sua decisione e comunica alla dottoressa Lisandri la sua volontà di far operare il figlio. L'operazione, però, sarà molto difficile ed il dottor Alfredi cerca ci convincere la Lisandri ad effettuarla lei. La dottoressa però non opera più da tempo, da quando un'operazione le andò male facendo perdere la vita ad un piccolo paziente: non vuole che accada nuovamente con Rocco. Poco dopo, Toni riceve una bella notizia: la sentenza di affidamento è stata ribaltata e può quindi tornare a casa con il nonno. Quando Leo lo viene a sapere si arrabbia, in quanto nello stesso momento viene a scoprire che anche Cris e Vale sono stati dimessi. Nel bel mezzo della discussione, Toni ricomincia a sentire Rocco: sta parlando con Nicola, anche lui in coma dopo un improvviso malore. Il ragazzino è indeciso se tuffarsi o meno dal trampolino più alto della piscina: può svegliarsi oppure morire. Rassicurato da Nicola, alla fine Rocco sale sul trampolino e si tuffa. Tutti i braccialetti, intanto, corrono da lui, stringendosi reciprocamente la mano. Rocco alla fine si sveglia, riconoscendo subito Toni e facendo la conoscenza anche degli altri. Subito dopo anche Nicola si sveglia.
Dopo questo, Vale, Cris e Toni si preparano a lasciare l'ospedale mentre Leo confida a Nicola che soffre terribilmente al pensiero di restare senza i suoi amici. L'uomo lo convince però ad andare a salutarli e, nel piazzale davanti all'ospedale, Leo e Cris trovano il coraggio di dichiararsi, scambiandosi un tenero bacio.